# Cithaerias aurorina
Cithaerias aurorina är en fjärilsart som beskrevs av Gustav Weymer 1911. Cithaerias aurorina ingår i släktet Cithaerias och familjen praktfjärilar. Inga underarter finns listade i Catalogue of Life.